# FIFA 17
FIFA 17 este un joc creat de compania EA SPORTS care s-a lansat pe data de 27 septembrie 2016 în America de Nord și 29 septembrie 2016 în restul lumii. Jocului i s-a adăugat un nou mod numit The Journey, nemaiîntâlnit în seriile trecute. Este primul FIFA care rulează pe baza motorului grafic Frostbite. De asemenea, în FIFA 17 întâlnim cei mai importanți manageri ai lumii precum: Arsene Wenger, Jurgen Klopp, Pep Guardiola sau Jose Mourinho. Acesta rulează pe platformele: Microsoft Windows, PlayStation 3, PlayStation 4, Xbox 360 și Xbox One, precum și pe Android, însă numindu-se FIFA Mobile. Pe coperta jocului îl regăsim pe Marco Reus. Jucătorii de FIFA au avut voie să aleagă jucătorul pe care și-l doresc pe copertă, având variantele: Marco Reus (câștigător), James Rodriguez, Eden Hazard si Anthony Martial.

## The Journey
După ce ai ales clubul tău preferat din Premier League, mergi pe un stadion din Clapham, unde joci în Under 11 Regional Cup Final. După 120 minute de joc, vin loviturile de departajare, când Alex bate un penalty, dacă marchează meciul se încheie cu victorie dacă nu, va marca Walker, un bun prieten de-al-lui Alex. Șapte ani mai târziu, Alex și Gareth Walker merg la Exit Trial, unde trebuie să fie în TOP 10 la aproape toate antrenamentele pentru a prinde un loc în Premier League. Se poate controla doar Hunter, și chiar dacă Walker se află sub TOP 10, va merge automat și el.
După, un agent Michael Taylor e impresionat de Hunter, și merge ca agent la el și la Walker. Vine cu ofertă de la toate cluburile din Premier League, și bonus îi va da și informații despre club. Alex face cunoștință cu un manager, nu antrenorul real, Andrew Butler, și face antrenament înainte de primul meci cu PSG în Pre-Season Tour. El vine ca rezervă. Apoi, un meci cu Dortmund, unde se ciocnește cu Marco Reus înainte de meci. Acum intră din primul minut. Dar vine meciul cu Real Madrid, în care vine din nou rezervă indiferent de performanțele cu Dortmund. Își face debutul în Premier League, dar vine un Big Signing care-l scoate pe Alex de pe teren, venind în fiecare meci rezervă. Big Signing-ul este Angel Di Maria (Dacă ești la Tottenham) sau Harry Kane (dacă ești la celelalte 19 cluburi din Premier League) În 24 septembrie, clubul decide ca Alex să fie împrumutat la Aston Villa, Norwich și Newcastle, din Championship. Aici cunoaște un nou manager, Dino. Apoi, după 3 luni în care a intrat pe teren, a venit rezervă sau nu a jucat, clubul decide Hunter să se reîntoarcă în Premier League, pentru că Walker a plecat la rivalii clubului. În Premier League, ar trebui să câștigi titlul și în FA Cup să câștigi trofeul pentru a obține cel mai bun final. 
Adidas îi va oferi în perioada februarie-martie lui Hunter o pereche de adidași, albă sau neagră. Fiecare are calitățile ei. Una controlează aproape tot, iar cealaltă dă viteză jucătorului.
Dacă Alex Hunter nu evoluează bine la antrenamente, sau pe teren, își pierde relația cu antrenorul, până când acesta va fi scos din lot 5-10 meciuri, iar apoi va exista un final rău, când Alex va fi dat afară de la club. Acesta nu poate să semneze cu alt club, deci The Journey-ul este încheiat! La fel se întâmplă și dacă nu reușește la Exit Trial. Dar există 2 opțiuni de a putea reveni: Încărcarea de la o salvare anterioară sau începând săptămâna din nou. Dar dacă Alex era de mai mult timp în această problemă, spre exemplu de 1 lună, acesta nu poate reveni de la o încărcare anterioară pentru că ar încărca tot eșecul, și nu poți reîncepe săptămâna din același motiv. Mare atenție cu Forfeit Match deci!
De asemenea, la finalul Journey-ului la știri Hunter este chemat la naționala Angliei, dar nu este convocat deloc.